# 中東のエチケット
中東のエチケットとは、基本クルアーンで書かれている事項に従っている。それらを伝統的に独自に理解し、何世紀にもわたって実践されてきた。中東地域におけるエチケットの多くの事柄は、イスラム教に直結している。イスラムにおけるエチケット規定はアダブと呼ばれ、その中に「洗練、良い作法、モラル、倫理、礼儀作法、良識、人道と正義」に関する項目が記載されている。
そのため、この記事で説明されている多くの点がイスラム世界の他の地域（中東以外のインドネシアなど）、イスラム教徒の住む家などにも適用される。

## エチケットの特徴
- 男性も女性も頭を覆う物を身に付ける事、ターバンやタークイヤ、クーフィーヤ、ヘッドスカーフ、カーチフ、ベールなど

- 公衆空間では、男女の仲はたとえ既婚者同士でも慎みを持つ[2]。

## タアーロフ
タアーロフペルシア語: تعارفとは、社会階級と敬意の両方を尊重するペルシャの礼節の事である。